# Hecate Chasma
L'Hecate Chasma è una formazione geologica della superficie di Venere.
Prende il nome da Ecate, dea greca della magia e della luna.